# Бібліотека № 133 (Київ)
Бібліотека №133 Дарницького району м.Києва. 

## Адреса
02068 м.Київ вул. вул. Степана Олійника

## Характеристика
Площа приміщення бібліотеки - 300 кв.м., Книжковий фонд - 30,950 тис. примірників. Щорічно обслуговує 5,250 тис. користувачів, кількість відвідувань за рік - 25,00 тис. книговидавач - 96 тис.примірників.

## Історія бібліотеки
Бібліотека заснована у 1951 році. Обслуговує читачів Харківського масиву з 1999 року. На початку своєї діяльності головним напрямком у роботі бібліотеки стало екологічне виховання.  Співпрацює з Відділом екології Дарницької райдержадміністрації. 
Велика увага в роботі бібліотеки приділяється питанням краєзнавства. Щорічно бібліотека проводить цикл заходів "Моєї вулиці ім’я".
До послуг користувачів - абонемент, читальний зал. В бібліотеці оформлено "Екологічну кімнату".
Партнери бібліотеки: загальноосвітні школи, відділ екології Дарницької райдержадміністрації, районна соціальна служба молоді, спілка жінок Дарницького району м.Києва.